# Viola Amherd
Viola Patricia Amherd (Brig-Glis, 7 juni 1962) is een Zwitserse advocate, notaris en politica voor de Het Centrum uit het kanton Wallis. Van 1 januari 2019 tot 31 maart 2025 maakte zij deel uit van de Bondsraad. In 2024 was zij bondspresidente van Zwitserland.

## Biografie

### Opleiding
Viola Amherd studeerde van 1982 tot 1987 aan de Universiteit van Fribourg, waar ze in 1987 afstudeerde als licentiaat in de rechten. Van 1991 tot 2018 was ze in Brig-Glis gevestigd als advocaat en notaris.

### Politica
In 1992 werd Amherd lid van de gemeenteraad (stadbestuur) van Brig-Glis, waar ze in 1996 vicevoorzitster van werd en in 2000 voorzitster. Op 31 mei 2005 werd ze lid van de Nationale Raad, als opvolgster van haar partijgenoot Jean-Michel Cina. Amherd werd herverkozen bij de parlementsverkiezingen van 2007, die van 2011 en die van 2015. Bij de verkiezing van de Bondsraad die volgde op die laatste verkiezing kreeg ze 16 stemmen in de eerste stemronde, waarbij Guy Parmelin (SVP/UDC) uiteindelijk werd verkozen.

### Bondsraad
Nadat het Bondsraadslid van haar partij, Doris Leuthard, in 2018 haar vertrek uit de Bondsraad aankondigde, stelde Amherd zich kandidaat om Leuthard op te volgen op 25 oktober 2018. Haar partij CVP/UDC weerhield haar kandidatuur, samen met die van Heidi Z'graggen. Op 5 december 2018 werd Amherd in de eerste ronde door de Bondsvergadering verkozen tot Bondsraadlid met 148 stemmen op een totaal van 244. Daarmee werd ze de eerste vrouwelijke vertegenwoordiger van het kanton Wallis in de Zwitserse federale regering. Ze kreeg het beheer toegewezen van het Federaal Departement van Defensie, Volksverdediging en Sport en werd daarmee de eerste vrouwelijke minister van defensie van Zwitserland.
Bij de herverkiezing van de Bondsraad na de parlementsverkiezingen van 2019 werd ze op 11 december 2019 met een monsterscore van 218 op 244 stemmen herverkozen.
In 2025 nam Amherd ontslag uit de Bondsraad. Ze werd opgevolgd door Martin Pfister.
- Base de données des élites suisses: 60059
- Gemeinsame Normdatei: 1172891699
- Historisch woordenboek van Zwitserland: 059596
- Library of Congress Control Number: n2022055391
- Système universitaire de documentation: 243937296
- Zwitserse Bondsvergadering: 1288
- Virtual International Authority File: 5945151051956033530006
- WorldCat: E39PBJvtbmwDbD3ppWfCkR69Xd